# سیکلوکانورتر

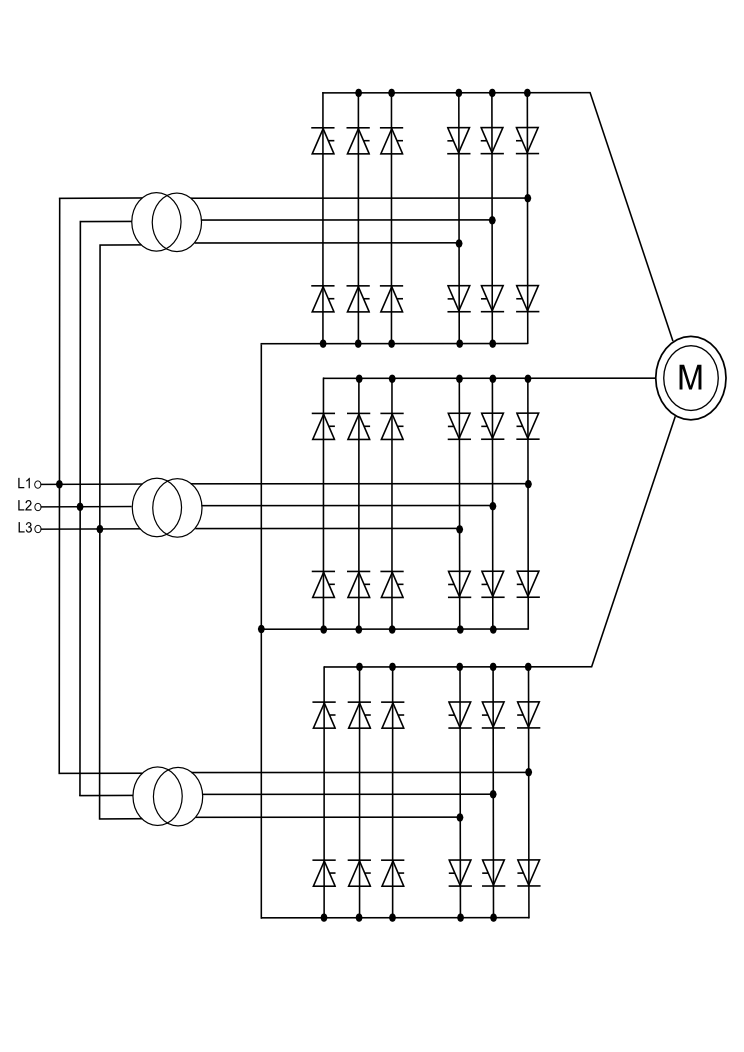
دستگاهی است که توان ای‌سی با فرکانسی مشخص را به توانی ای‌سی با فرکانسی متفاوت تبدیل می‌کند

سیکلوکنورتور دستگاهی است که توان ای‌سی با فرکانسی مشخص را به توانی ای‌سی با فرکانسی متفاوت تبدیل می‌کند. معمولاً توان خروجی فرکانسی کمتر از توان ورودی دارد.
کاربرد سیکلوکانورترها در ماشین‌های القایی به منظور کنترل قطب ۲_کنترل ولتاژ۳_کنترل فرکانس۴_کنترل مقاومت روتور موتورهای روتور سیم پیچی شده.
قسمت زیادی از توان خروجی سیکلوکنورتور ها را هارمونیک تشکیل شده است برای همین هم برای بار های موتوری حساس کاربردی ندارد.  